# Родна кућа народног хероја Јована Веселинова Жарка
Родна кућа народног хероја Јована Веселинова Жарка била је типична панонска кућа, ужом страном постављеном на регулациону линију улице, са отвореним гонгом и двосливним кровом. Распоред просторија био је: соба-кухиња-соба.
Улична фасада имала је два прозора и била је без орнаментике.

## Галерија
- Родна кућа Јована Веселинова Жарка 1985. године